# Бранко Бачич
Бранко Бачич (хорв. Branko Bačić; нар. 7 червня 1959, Дубровник) — хорватський політик, депутат Сабору п'ятьох останніх скликань поспіль, голова парламентської фракції Хорватської демократичної співдружності у дев'ятому скликанні (з 14 жовтня 2016). Міністр охорони довкілля, територіального планування і будівництва в уряді Ядранки Косор. 
З 17 травня 2024 року — віцепрем'єр і міністр територіального планування, будівництва та державного майна в третьому уряді Андрея Пленковича.

## Життєпис
Народився 7 червня 1959 р. в Дубровнику. Початкову школу і середню школу закінчив у Блаті. Вищу інженерну освіту здобув на геодезичному факультеті Загребського університету в 1982 р. Отримавши диплом, повернувся на Корчулу і працював в Управлінні кадастру та геодезичних справ Корчули до 1993 р. Заснував об'єднання виноробів та виноградарів. Із початком війни Хорватії за незалежність добровольцем поїхав на Пелєшаць і брав участь в обороні Стона, а потім у визволенні Дубровачкого Примор'я. Політикою займається з 1990 р. Тричі обирався головою громади Блато і п'ять разів — депутатом парламенту. Здав мандат депутата парламенту спочатку на користь роботи державним секретарем із питань моря, а потім — міністром територіального планування і будівництва. Займався поліпшенням транспортного сполучення островів, введенням знака острівного походження та якості «Хорватський острівний виріб» та припиненням незаконного і шкідливого проекту розвідки і видобутку нафти й газу в Адріатичному морі. Автор Закону про поводження з незаконно збудованими будівлями та легалізацією незаконного будівництва, а також Закону про субсидіювання та державне гарантування житлових кредитів. Основою своєї діяльності в дев'ятому скликанні бачить турботу про острови, будівництво Пелєшацького мосту, продовження будівництва автостради до Дубровника, збереження чистоти та біорізноманіття Адріатичного моря, покращення стану просторового планування і будівництва, упорядкування кадастру та земельних книг.
Одружений, батько двох дочок, має одну онуку. Живе з родиною у Блаті.